# Resolutie 1131 Veiligheidsraad Verenigde Naties
Resolutie 1131 van de Veiligheidsraad van de Verenigde Naties werd unaniem door de VN-Veiligheidsraad aangenomen op 29 september 1997.

## Achtergrond
Begin jaren 1970 ontstond een conflict tussen Spanje, Marokko, Mauritanië en de Westelijke
Sahara zelf over de Westelijke Sahara dat tot dan in Spaanse handen was. Marokko legitimeerde zijn aanspraak op
basis van historische banden met het gebied. Nadat Spanje het gebied opgaf bezette Marokko er twee derde van. Het
land is nog steeds in conflict met Polisario dat met steun van Algerije de onafhankelijkheid
blijft nastreven. Begin jaren 1990 kwam een plan op tafel om de bevolking van de Westelijke Sahara
via een volksraadpleging zelf te laten beslissen over de toekomst van het land. Het was de taak van de VN-missie
MINURSO om dat referendum
op poten te zetten. Het plan strandde later echter door aanhoudende onenigheid tussen de beide partijen, waardoor
ook de missie nog steeds ter plaatse is.

## Inhoud
De Veiligheidsraad:
- Herinnert aan de vorige resoluties over de Westelijke Sahara.
- Verwelkomt de akkoorden die door de partijen bereikt zijn.
- Is tevreden over de samenwerking van de partijen met de secretaris-generaals persoonlijke gezant.
- Wil snel een vrije, eerlijke en onpartijdige volksraadpleging over zelfbeschikking houden.

1. Besluit het mandaat van MINURSO te verlengen tot 20 oktober.
2. Verwelkomt de overige aanbevelingen in het rapport van de secretaris-generaal.
3. Besluit om op de hoogte te blijven.

## Verwante resoluties
- Resolutie 1084 Veiligheidsraad Verenigde Naties (1996)
- Resolutie 1108 Veiligheidsraad Verenigde Naties
- Resolutie 1133 Veiligheidsraad Verenigde Naties
- Resolutie 1148 Veiligheidsraad Verenigde Naties (1998)

Lijst ·  1093 ·  1094 ·  1095 ·  1096 ·  1097 ·  1098 ·  1099 ·  1100 ·  1101 ·  1102 ·  1103 ·  1104 ·  1105 ·  1106 ·  1107 ·  1108 ·  1109 ·  1110 ·  1111 ·  1112 ·  1113 ·  1114 ·  1115 ·  1116 ·  1117 ·  1118 ·  1119 ·  1120 ·  1121 ·  1122 ·  1123 ·  1124 ·  1125 ·  1126 ·  1127 ·  1128 ·  1129 ·  1130 ·  1131 ·  1132 ·  1133 ·  1134 ·  1135 ·  1136 ·  1137 ·  1138 ·  1139 ·  1140 ·  1141 ·  1142 ·  1143 ·  1144 ·  1145 ·  1146